# William Andersson Moberg
William Jesper Andersson Moberg, född 25 mars 2000, är en svensk handbollsspelare (mittnia).

## Klubbar
- Stenungsunds HK (–2013)
- IK Sävehof (2013–2017)
- Alingsås HK (2017–2022)
- IK Sävehof (2022–2024)
- Fredericia HK (2024–)